# Steelers de Pittsburgh
Pour les articles homonymes, voir Steelers.
Stade
Maillots
Super Bowl IX - X - XIII - XIV - XL - XLIII
Les Steelers de Pittsburgh (Pittsburgh Steelers en anglais) sont une franchise de la National Football League (NFL), la plus haute ligue de football américain en Amérique du Nord.
Cette franchise évolue dans l'American Football Conference, en Division Nord.
La franchise a été fondée en 1933 à Pittsburgh en Pennsylvanie sous le nom des Pirates de Pittsburgh, nom de l'équipe de baseball de la ville. L'équipe joue alors ses matchs dans le Pitt Stadium. Elle prend son nom actuel en 1940.
Les Steelers sont la première franchise de l'histoire de la NFL à avoir gagné six Super Bowls (lors des saisons 1974, 1975, 1978, 1979, 2005 et 2008).
Depuis le Super Bowl LIII de 2019, ils partagent ce record avec les Patriots de la Nouvelle-Angleterre, devançant les cinq victoires des Cowboys de Dallas et des 49ers de San Francisco.

## Historique

### Palmarès
Titres de division (24)
- Champion de la division Centrale (15) : saisons 1972 - 1974 - 1975 - 1976 - 1977 - 1978 - 1979 - 1983 - 1984 - 1992 - 1994 - 1995 - 1996 - 1997 - 2001
- Champion de la division AFC Nord (9): saisons 2002 - 2004 - 2007 - 2008 -2010 - 2014 - 2016 - 2017 - 2020

Titres de conférence (8)
- Champion de l’American Football Conference (AFC) : saisons 1974 - 1975 - 1978 - 1979 - 1995 - 2005 - 2008 - 2010

Super Bowl (6)
- saisons 1974 - 1975 - 1978 - 1979 - 2005 - 2008

### Historique détaillé

#### Pirates de Pittsburgh (1933-1939)
L'équipe est créée sous l'impulsion de Arthur Rooney le 8 juillet 1933. Ronney paye alors 2 500 $ à la NFL pour avoir le droit d'avoir une nouvelle franchise dans la ville de Pittsburgh. L'équipe est créée sous le nom des Pirates, en hommage à l'équipe locale de baseball.
Le premier match joué par les Steelers date du 20 septembre 1933 et se conclut par une défaite de 23 à 2 face aux Giants de New York. Il faut attendre une semaine pour voir la première victoire et le premier touchdown de l'équipe. Il est inscrit par Martin Kottler à la suite d'une interception d'une passe des Cardinals de Chicago suivie d'une course de 96 yards. Au cours des sept premières saisons de l'équipe, Rooney va regarder impuissant son équipe perdre la majeure partie des matchs avec seulement 22 victoires et cinq entraîneurs différents.
En 1938, l'équipe fait signer le plus gros contrat de l'époque à Byron White pour une somme de 15 800 $. White ne joue finalement qu'une saison avec les Steelers avant de signer avec les Lions de Détroit pour trois saisons. À la suite de sa carrière, White devient juge de la Cour suprême des États-Unis.

#### Steelers de Pittsburgh (1940)
En 1940, l'équipe change de nom et adopte le nom actuel des Steelers. Le nom provient du mot anglais steel signifiant acier en français, nom rappelant le passé historique de la ville du début du XIXe siècle. Pittsburgh connaît alors un important essor industriel, grâce à la proximité de mines de charbon et à son emplacement privilégié comme carrefour commercial. La production d’acier y est florissante pendant de nombreuses années et lui confère le surnom de « Ville de l’acier ».

#### Iron Men de Pittsburgh/Philadelphie (1940)
Ce changement de nom prend place dans un contexte particulier : Alexis Thompson approche le propriétaire des Eagles de Philadelphie, Bert Bell, pour acheter sa franchise et la déplacer dans la ville de Boston. Bell monte alors un marché avec Rooney dans lequel ce dernier vend sa franchise pour 160 000 $ et achète ensuite 50 % des parts de Bell pour devenir copropriétaire des Eagles pour 80 000 $. Le marché implique également le transfert de onze joueurs des Steelers aux Eagles en retour de huit joueurs. L'idée de Ronney et de Bell est alors d'avoir une franchise évoluant à la fois à Pittsburgh et à Philadelphie. L'accord est conclu mais finalement la franchise de Pittsburgh, avec sa nouvelle appellation d’Iron Men, n'est pas autorisée par les dirigeants de la NFL à rejoindre Boston et l'idée de deux villes pour une même franchise connaît le même sort. Dans le même temps, Rooney s'en veut d'avoir quitté Pittsburgh et finalement, un accord est trouvé pour que la franchise de Rooney et de Bell continue de jouer à Pittsburgh et celle de Thompson à Philadelphie. L'équipe prend alors le nom de Steelers, et étant donné qu'aucune partie n'a été joué par une des deux franchises dans cette période floue, la NFL considère alors qu'il n'y a pas réellement eu d'échange de franchises.

#### Steelers Pittsburgh (1940-1942)

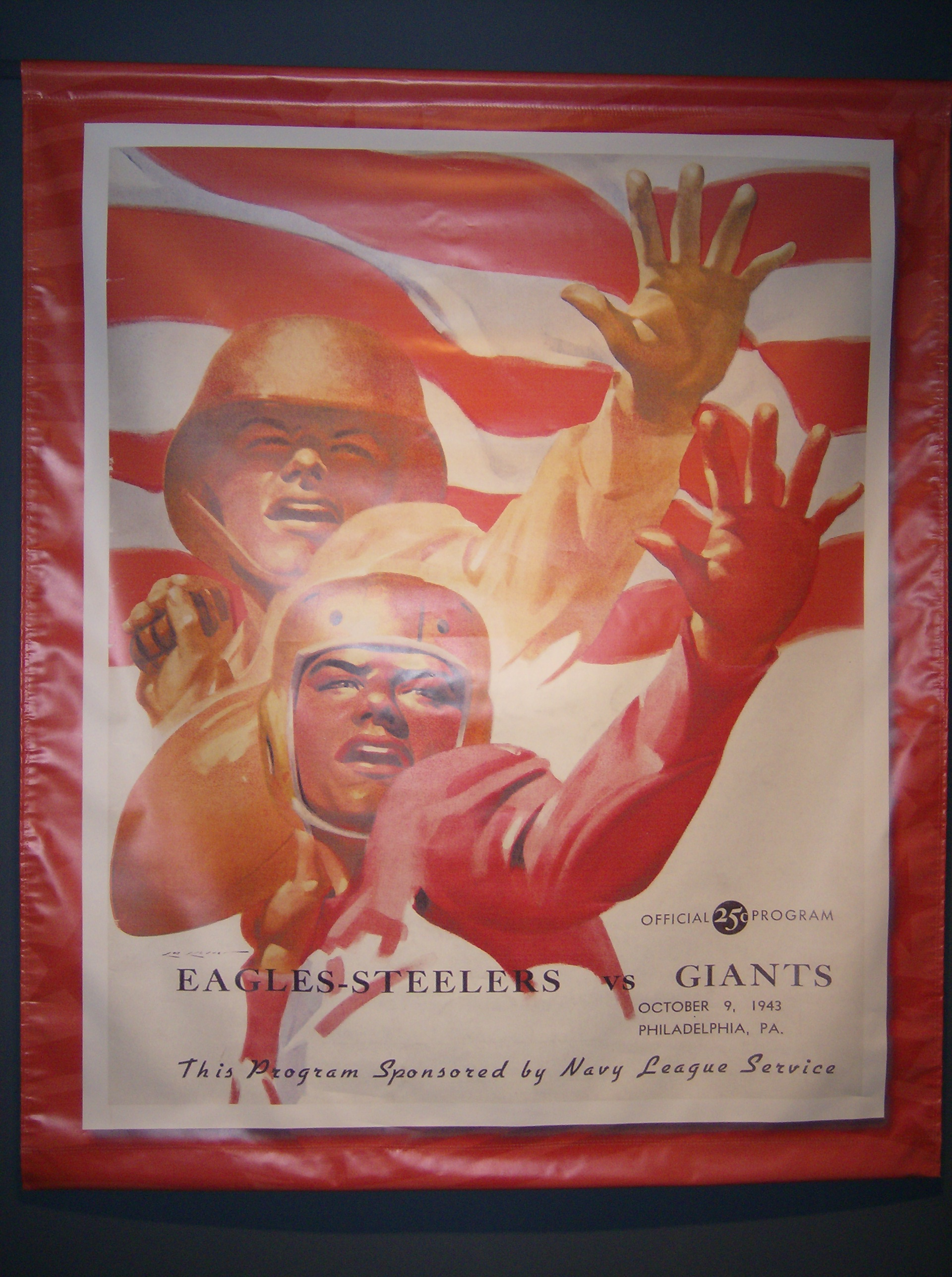
Affiche des « Steagles », fusion entre les Steelers et les Eagles de Philadelphie en 1943.

La première saison compilant plus de victoires que de défaites est celle de 1942 (7 victoires pour 4 défaites), grâce, entre autres, à Bill Dudley et ses 696 yards gagnés par la course.

#### Steagles de Pittsburgh/Philadelphie (1943)
Une grande partie des joueurs des Steelers est envoyée au front lors de la seconde guerre mondiale ce qui contraint l'équipe à fusionner avec les Eagles. Les deux franchises forment alors les « Steagles » pour la saison 1943 et finissent avec un bilan de cinq victoires pour quatre défaites, Cette équipe n'est pas reconduite pour la saison suivante.

#### Card-Pitt de Pittsburgh/Chicago (1944)
Pour cette nouvelle saison, l'équipe fusionne avec les Cardinals de Chicago et joue sous le surnom de « Card-Pitt ». Elle finit également avec un bilan catastrophique de 10 défaites en autant de matchs.

#### Steelers de Pittsburgh (1945-aujourd'hui)
En 1945, l'équipe retrouve son indépendance. En 1946, Bert Bell devient le nouveau commissaire de la NFL et revend ses parts de la franchise. Rooney poss!de ainsi 58 % des parts des Steelers contre 42 % à Barney McGinley, beau-frère de Bell. Rooney engage alors Jock Sutherland en tant qu'entraîneur et Bill Dudley revient de la guerre. Il est au meilleur de sa forme, dominant la NFL en remportant pour la saison 1946 le prix du meilleur joueur de la ligue au plus grands nombres de rush, d'interceptions et de retours de coup de pied de dégagement. Il remporte le trophée Joe F. Carr.

##### Les premières séries éliminatoires (1947)
Il faut tout de même que l'équipe patiente encore une saison avant d'atteindre pour la première fois de son histoire les séries éliminatoires. À égalité avec les Eagles, les deux équipes vont se rencontrer en finale de division mais finalement, les Steelers s'inclinent 21 à 0. Au cours du printemps 1948, Sutherland décède d'une tumeur au cerveau et John Michelosen prend sa place jusqu'à la fin de la saison de 1951. Avec un bilan de 20 victoires, 26 défaites et 2 matchs nuls, Michelosen ne parvient pas une seule fois à qualifier les Steelers pour les séries éliminatoires et est remplacé par Joe Bach. Ce dernier abandonne le poste après deux saisons et Walt Kiesling, ancien entraîneur de l'équipe, est rappelé.

##### Les saisons mornes (1948-1968)
Lors de la saison 1948, le quarterback Ray Evans se fait intercepter à 17 reprises et n'inscrit que cinq touchdowns à la passe. L’équipe termine avec un bilan de 4-8. La saison suivante, malgré un bon départ, Pittsburgh présente une fiche de 6-5-1. Les saisons suivantes ne sont pas meilleures et en 1955 les Steelers choisissent Johnny Unitas lors de la draft. Il déçoit et ne sera pas retenu après les matchs d'avant-saison. Unitas remportera néanmoins plus tard le Super Bowl V avec les Colts d'Indianapolis.
Au début de la saison 1958, Pittsburgh réussit à attirer le quarterback Bobby Layne, champion NFL à deux reprises avec les Lions de Détroit. Les résultats ne se font pas attendre et, pour la première fois en neuf saisons, les Steelers connaissent une saison avec plus de victoires que de défaites (7-4-1). Malgré tout, ils manquent une nouvelle fois les séries éliminatoires et les résultats sont de nouveau décevants lors des saisons suivantes.
C'est lors de la saison 1962 que les Steelers sortent leur logo avec astéroïde, logo inspiré de l’ « American Iron and Steel Institute » (AISI). Un temps remplacé par Rudy Bukich, Bobby Layne reprend sa place de quarterback titulaire. Il est secondé par le running back John Henry Johnson. Ce dernier connaît sa meilleure saison avec un gain cumulé de 1 141 yards à la course, la deuxième meilleure performance de la saison pour les gains au sol. En défense, Clendon Thomas, recrue arrivant des Rams de Los Angeles, réussi sept interceptions ; il est épaulé par Ernie Stautner. Les Steelers connaissent leur meilleure saison depuis leur création avec un bilan de neuf victoires et cinq défaites. Deuxièmes de leur division, ils jouent un match de barrage et se qualifient pour les play-offs mais sont battus 10-17 par les Lions de Détroit.
À l’issue de cette saison, Layne prend sa retraite et est remplacé par Ed Brown qui lors de sa première saison termine avec un bilan de 7-4-1. La division est tellement relevée cette saison-là que l’équipe ne finit que quatrième manquant dès lors ainsi les play-offs.
C'est le 25 octobre 1964 que, pour la première fois de leur histoire, les Steelers retirent un numéro en l'honneur d'un de leurs joueurs. Le numéro 70 est en effet retiré à la suite du départ à la retraite d'Ernie Stautner, ce dernier ayant joué 13 saisons NFL, toutes avec les Steelers,.
La fin des années 1960 est désastreuse pour les Steelers. La seule satisfaction est à mettre à l'actif du running back Johnson qui, en 1964, dépassera encore la barre des 1 000 yards de gain à la course. La saison 1965 est une des pires de l’histoire de la franchise avec seulement deux victoires pour douze défaites. Entre 1965 et 1969, l’équipe va utiliser quatre quarterbacks différents mais aucun ne permet à l’équipe de briller.
Un grand échec à attribuer à la franchise est qu'elle ne parvient pas à signer – ou à conserver – les grands quarterbacks originaires de la Pennsylvanie : Unitas, George Blanda, Babe Parilli, Joe Namath, Len Dawson, Joe Montana, Dan Marino ou encore Jim Kelly, tous grands joueurs NFL originaires de Pittsburgh ou de sa région ou ayant joué un temps avec les Steelers mais sans avoir réellement compté dans l’histoire de la franchise.

##### Un recrutement décisif:Chuck Noll(1969)
Au début de l’année 1969, les Steelers vont réaliser le recrutement qui va changer l’histoire et le visage de la franchise. Chuck Noll est engagé en tant qu’entraîneur. Sous ses ordres, lors de sa première saison, l’équipe ne va remporter que le seul premier match de la saison. Les Bears de Chicago connaissent également une saison avec une fiche de 1-13, mais ce sont les Steelers qui, par tirage au sort, gagnent le droit de choisir en premier lors de la prochaine draft. Ils y sélectionnent en tout premier choix le quarterback Terry Bradshaw.
La plus grande qualité de Chuck Noll aura été de choisir des joueurs talentueux lors des différentes drafts : "Mean" Joe Greene en 1969, Bradshaw et Mel Blount en 1970, Jack Ham en 1971 et Franco Harris en 1972. Noll se surpasse en 1974 en choisissant quatre futurs membres du temple de la renommée, Mike Webster, Lynn Swann, John Stallworth et Jack Lambert.
En 1970, la NFL fusionne avec l’ American Football League et les Steelers rejoignent la nouvelle conférence : l’American Football Conference. Au même moment, l’équipe change de stade et emménage au Three Rivers Stadium. Bradshaw devient le nouveau quarterback de l’équipe. Les résultats ne sont pas à la hauteur des attentes avec des bilans de 5-9 en 1970 et 6-8 en 1971.

##### Les années 1970, annéesTerry Bradshaw, années glorieuses
Franco Harris rejoint l’équipe à la suite de la draft 1972 et marque immédiatement les esprits en gagnant 1 055 yards et onze touchdowns à la course. L’équipe termine à la première place de la division AFC lors de la saison 1972 et pour, la première fois depuis 1947, accède aux séries éliminatoires.
Le premier match des play-offs se joue au Three Rivers Stadium contre les Raiders d'Oakland. Alors qu’il ne reste que 22 secondes à jouer, les Steelers sont menés 7 à 6 et il ne leur reste qu'une seule tentative. Jouant le tout pour le tout, Bradshaw tente la passe pour John « Frenchy » Fuqua. Une collision s'ensuit entre Fuqua et Jack Tatum, défenseur des Raiders, le ballon jaillit de la collision et atterrit dans les bras de Harris qui inscrit le touchdown de la victoire. Ce jeu est aujourd’hui connu dans le monde du football américain et de la NFL sous le nom d' « Immaculate Reception » (en français, la réception immaculée).
Les Steelers perdent néanmoins le match suivant joué contre les Dolphins de Miami sur le score de 21 à 17. Cette défaite déçoit les supporters, mais cette année marque le début de huit saisons consécutives de qualifications pour les play-offs.
Lors de la saison NFL 1974, les Steelers vont éliminer tour à tour les Bills de Buffalo puis les Raiders d'Oakland avant d’atteindre pour la première fois de leur histoire la finale du championnat; le Super Bowl.

###### Le Super Bowl IX - 1974
Le Super Bowl IX a lieu en janvier 1975 au Tulane Stadium des Saints de la Nouvelle-Orléans. Ce match est un véritable choc défensif entre deux dynasties : les Steelers participent pour la première fois à une finale de la NFL alors que leurs adversaires, les Vikings du Minnesota, en sont déjà à leur troisième après avoir perdu les deux précédentes.
Les premiers points de la partie sont inscrits par les Steelers à la suite d'un safety, le premier de l’histoire du Super Bowl, alors que le quarterback des Vikings, Fran Tarkenton, se voit infliger un sack dans sa zone d'en-but. Ce seront les deux seuls points inscrits par les deux équipes lors de la première mi-temps. En seconde, Larry Brown va inscrire un touchdown pour Pittsburgh à la suite d'un fumble de l’équipe adverse.
Finalement après 40 saisons d’existence, les Steelers de Pittsburgh remportent, sur le score de 6 à 16, leur premier titre de championnat et leur premier Super Bowl. Franco Harris, running back des Steelers est proclamé MVP du match après avoir gagné 158 yards et inscrit un touchdown lors de ses 34 courses - les Vikings ne porteront le ballon que sur un total de 17 yards.

###### Le Super Bowl X - 1975

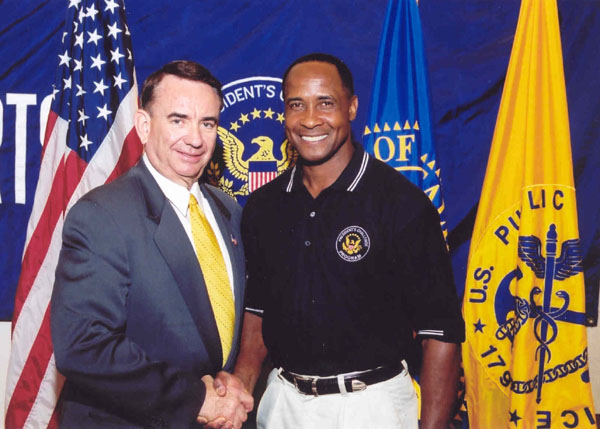
Lynn Swann, MVP du Super Bowl X remporté par les Steelers.

Lors de la saison suivante, la formation remporte 11 victoires consécutives et termine avec un bilan final de 12-2. Les performances de l'équipe reposent sur la défense puisqu'elle n'aura accordé 20 points et plus à l'adversaire qu'à deux reprises au cours de la saison. Mel Blount est désigné meilleur joueur défensif de la conférence, Franco Harris totalise 1 246 yards à la course soit le second meilleur total derrière O. J. Simpson et Lynn Swann inscrit onze touchdowns. L'équipe termine première de l'AFC avec un bilan final de 12-2. Elle va ensuite battre tour à tour les Colts de Baltimore (28-10) et les Raiders d'Oakland (16-10). Au cours de ce second match, Swann se blesse mais parvient à se rétablir pour prendre part au Super Bowl du 18 janvier 1976 joué contre les Cowboys de Dallas au Miami Orange Bowl.Menés 7 à 10 dans le quatrième quart temps, le kicker Roy Gerela inscrit deux field goals et le quarterback Bradshaw inscrit à la passe un touchdown de 64 yards après avoir réussi à joindre son wide receiver Lynn Swann ce qui permet à Pittsburgh de prendre définitivement la tête du match. Après avoir inscrit un touchdown, le quarterback des Cowboys, Roger Staubach, se fait intercepter pour la seconde fois du match ce qui donne la victoire aux Steelers 21–17. Avec 82 yards gagnés à la course, Franco Harris est considéré comme le meilleur coureur du match mais c'est le wide receiver Lynn Swann qui est élu MVP du Super Bowl (4 réceptions pour un gain de 161 yards et un touchdown). Le, Avec trois sacks, la performance du defensive end, L. C. Greenwood est également à souligner.

###### Deux années à vide
Le début de la saison NFL 1976 est difficile pour le double champion en titre puisqu'il perd ses cinq premiers matchs avant de se reprendre en remportant les neuf derniers matchs de la saison. Pour la troisième année consécutive, le titre de défenseur de l’année est remis à un joueur des Steelers, le linebacker Jack Lambert. Pour le premier tour des play-offs, les Steelers écartent facilement les Colts sur le score de 40 à 14. Minés par les blessures, les Steelers perdent la finale de conférence jouée conte les Raiders (24-7), ces derniers remportant par la suite le Super Bowl.
La saison suivante est encore plus décevante : Bradshaw se fait très souvent intercepter et la défense n'est plus que l'ombre d'elle-même concédant 243 points contre 138 l'année précédente. L'équipe parvient tout de même à remporter la division avec un bilan de 9 victoires et 5 défaites en saison régulière mais elle est battue lors du premier tour de la série éliminatoire par les Broncos de Denver.

## Identité visuelle

### Logo
En 1962, l'entreprise Republic Steel of Cleveland se rapproche des Steelers et leur suggère de considérer l'insigne Steelmark, utilisé par l'Institut American Iron and Steel (AISI), comme logo de casque afin d'honorer l'héritage sidérurgique de Pittsburgh. Le logo Steelmark, un cercle entourant trois hypocycloïdes (diamants avec des bords cintrés) et le mot STEEL, a été créé par l'US Steel Corp. (maintenant connu comme USX Corp.) pour informer les consommateurs sur l'importance de l'acier dans leur vie quotidienne.
Les couleurs ont été choisies pour promouvoir les attributs de l'acier :
- le jaune car il facilite le travail,
- l'orange car il éclaire les loisirs,
- le bleu car il élargit le monde.

La signification du logo a été modifiée par la suite pour représenter les trois matériaux utilisés pour produire de l'acier :
- le jaune pour le charbon,
- l'orange pour le minerai de fer,
- le bleu pour la ferraille.

Les Steelers aiment l'idée présentée par Republic Steel of Cleveland, bien que la société soit située dans la ville de leur grand rival, les Browns de Cleveland, et arborent fièrement le nouveau logo sur leurs casques dès la saison 1962. Après s'être qualifiés cette année-là pour leur premier match de séries éliminatoires, ils changent la couleur de leurs casques, de l'or en lieu et place du noir, afin de mettre en lumière le nouveau logo qui, d'après eux, leur avait porté chance.
Ce nouveau logo, Steelmark, est à l'origine, appliqué uniquement sur le côté droit du casque par l'équipementier Jack Hart car les Steelers étaient incertains quant à son aspect sur leurs casques de couleur or massif. Même après avoir changé, la couleur de leurs casques, d'or massif en noir uni, ils décident de conserver en permanence le logo sur un seul côté, en raison des récents succès de l'équipe, et de l'intérêt suscité par l'unicité de ce logo. Les Steelers sont actuellement la seule équipe de la NFL à arborer son logo sur un seul côté du casque.
Un dernier changement s'est produit au niveau du logo en 1963, lorsque les Steelers demandent à l'AISI la permission de remplacer le mot « Steel » écrit à l'intérieur du logo Steelmark par le mot « Steelers ». Les Steelers ajoutent, plus tard, la bande couleur or, les numéros de joueur, et changent la couleur de la grille, la passant du gris au noir. Excepté cela, le casque est resté pratiquement inchangé depuis 1963.
Devant l'intérêt suscité par ce logo sur un seul côté du casque, et aux nouveaux succès de l'équipe (fiche équipe bénéfique : 9-5, après de nombreuses années perdantes), les Steelers décident de garder le casque ainsi, de manière permanente. Le logo Steelers n'a pas changé depuis, essence d'une équipe de football qui valorise la cohérence et la tradition.

Évolution du logo du club
1962 à 1963
Depuis 1963

## Stade

### Heinz Field (2001-2022)
Comme beaucoup d'autres franchises dans les années 1990, les Steelers reçoivent des fonds public pour construire un nouveau stade. Ils avaient joué pendant plus de trois décennies au Three Rivers Stadium en compagnie des Pirates de Pittsburgh qui évoluent en Ligue majeure de baseball (MLB). Ce vieux stade est démoli en 2001 alors que la construction du Steelers Stadium commence le 18 juin 1999, soit la même année que le PNC Park, le nouveau stade des Pirates.
Les deux stades sont construits sur les bords de la rivière Allegheny. Un partenariat de 57 millions de $ portant sur 20 ans est conclu avec société Heinz et le stade est renommé Heinz Field.
L'édifice inauguré le 25 août 2001 a coûté 281 millions d'US$. Les Steelers y font leurs débuts le 7 octobre suivant.
Le complexe est d'une superficie de 50 000 mètres carrés. L'enceinte a la forme d'un fer à cheval et son extrémité sud est ouverte. Sa capacité est de 65 050 places avec 7 300 sièges de club et 129 suites de luxe (1 544 places dans les suites). Derrière les sièges de la tribune sud se trouve un gigantesque tableau d'affichage. En raison de sa forme en U, les spectateurs assistant aux matches peuvent apercevoir les gratte-ciels situés au centre de Pittsburgh.

### Acrisure Stadium (depuis 2022)
Le 11 juillet 2022, les droits du nom du stade sont repris par la société d'assurance Acrisure (en) et le stade est renommé Acrisure Stadium.

## Les joueurs et entraîneurs

### Entraîneurs
- Forrest Douds (1933)
- Luby DiMelio (1934)
- Joe Bach (1935–1936)
- John McNally (1937–1939)
- Walt Kiesling (1939–1940)
- Aldo Donelli (1941)
- Bert Bell (1941)
- Walt Kiesling (1941–1944)
- Jim Leonard (1945)
- Jock Sutherland (1946–1947)
- John Michelosen (1948–1951)
- Joe Bach (1952–1953)
- Walt Kiesling (1954–1956)

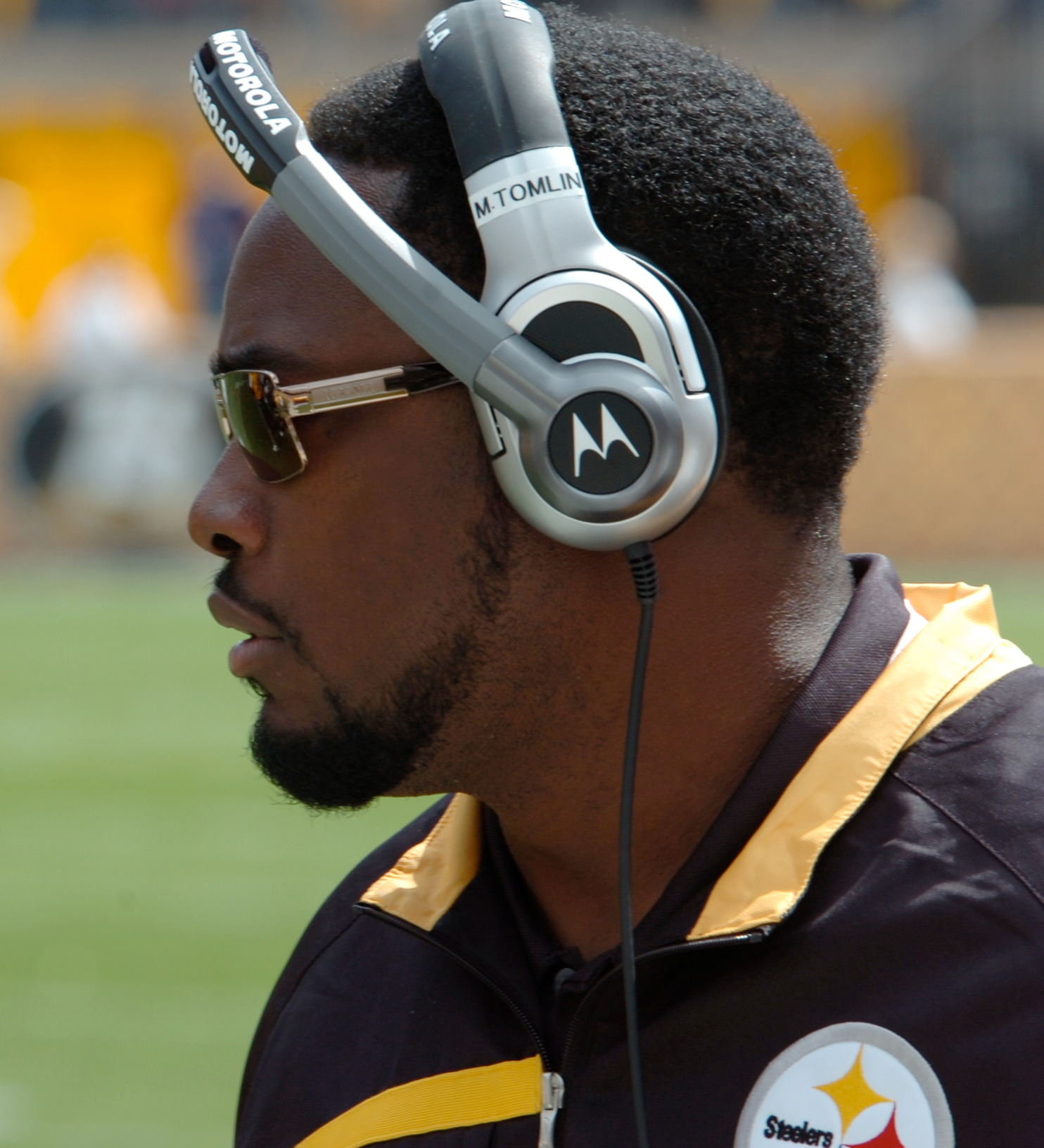
Mike Tomlin, entraîneur de la franchise depuis 2007.

- Raymond "Buddy" Parker (1957–1964)
- Mike Nixon (1965)
- Bill Austin (1966–1968)
- Chuck Noll (1969–1991)
- Bill Cowher (1992–2006)
- Mike Tomlin (2007–)

## Bilan saison par saison
| Pirates de Pittsburgh  |                                              |                                              |                                              |                                                                                        | |
| 1933                   | 3                                            | 6                                            | 2                                            | 5e East Division                                                                       | -- |
| 1934                   | 2                                            | 10                                           | 0                                            | 5e East Division                                                                       | -- |
| 1935                   | 4                                            | 8                                            | 0                                            | 3e East Division                                                                       | -- |
| 1936                   | 6                                            | 6                                            | 0                                            | 2e East Division                                                                       | -- |
| 1937                   | 4                                            | 7                                            | 0                                            | 3e East Division                                                                       | -- |
| 1938                   | 2                                            | 9                                            | 0                                            | 5e East Division                                                                       | -- |
| 1939                   | 1                                            | 9                                            | 1                                            | 4e East Division                                                                       | -- |
| Steelers de Pittsburgh |                                              |                                              |                                              |                                                                                        | |
| 1940                   | 2                                            | 7                                            | 2                                            | 4e East Division                                                                       | -- |
| 1941                   | 1                                            | 9                                            | 1                                            | 5e East Division                                                                       | -- |
| 1942                   | 7                                            | 4                                            | 0                                            | 2e East Division                                                                       | -- |
| Steagles de Phil-Pitt  |                                              |                                              |                                              |                                                                                        | |
| 1943                   | 5                                            | 4                                            | 1                                            | 3e East Division                                                                       | -- |
| Card-Pitt              |                                              |                                              |                                              |                                                                                        | |
| 1944                   | 0                                            | 10                                           | 0                                            | 5e East Division                                                                       | -- |
| Steelers de Pittsburgh |                                              |                                              |                                              |                                                                                        | |
| 1945                   | 2                                            | 8                                            | 0                                            | 5e East Division                                                                       | -- |
| 1946                   | 5                                            | 5                                            | 1                                            | 3e East Division                                                                       | -- |
| 1947                   | 8                                            | 4                                            | 0                                            | 2e East Division                                                                       | Défaite en tour de Division (Eagles de Philadelphie) 0-21 |
| 1948                   | 4                                            | 8                                            | 0                                            | 3e East Division                                                                       | -- |
| 1949                   | 6                                            | 5                                            | 1                                            | 2e East Division                                                                       | -- |
| 1950                   | 6                                            | 6                                            | 0                                            | 3e American Conference                                                                 | -- |
| 1951                   | 4                                            | 7                                            | 1                                            | 4e American Conference                                                                 | -- |
| 1952                   | 5                                            | 7                                            | 0                                            | 4e American Conference                                                                 | -- |
| 1953                   | 6                                            | 6                                            | 0                                            | 4e East Conference                                                                     | -- |
| 1954                   | 5                                            | 7                                            | 0                                            | 4e East Conference                                                                     | -- |
| 1955                   | 4                                            | 8                                            | 0                                            | 6e East Conference                                                                     | -- |
| 1956                   | 5                                            | 7                                            | 0                                            | 4e East Conference                                                                     | -- |
| 1957                   | 6                                            | 6                                            | 0                                            | 3e East Conference                                                                     | -- |
| 1958                   | 7                                            | 4                                            | 1                                            | 3e East Conference                                                                     | -- |
| 1959                   | 6                                            | 5                                            | 1                                            | 4e East Conference                                                                     | -- |
| 1960                   | 5                                            | 6                                            | 1                                            | 5e East Conference                                                                     | -- |
| 1961                   | 6                                            | 8                                            | 0                                            | 5e East Conference                                                                     | -- |
| 1962                   | 9                                            | 5                                            | 0                                            | 2e East Conference                                                                     | Défaite en tour de Division (Lions de Détroit) 10-17 |
| 1963                   | 7                                            | 4                                            | 3                                            | 4e East Conference                                                                     | -- |
| 1964                   | 5                                            | 9                                            | 0                                            | 6e East Conference                                                                     | -- |
| 1965                   | 2                                            | 12                                           | 0                                            | 7e East Conference                                                                     | -- |
| 1966                   | 5                                            | 8                                            | 1                                            | 6e East Conference                                                                     | -- |
| 1967                   | 4                                            | 9                                            | 1                                            | 4e EC Century Division                                                                 | -- |
| 1968                   | 2                                            | 11                                           | 1                                            | 4e EC Century Division                                                                 | -- |
| 1969                   | 1                                            | 13                                           | 0                                            | 4e EC Century Division                                                                 | -- |
| 1970                   | 5                                            | 9                                            | 0                                            | 3e AFC Central                                                                         | -- |
| 1971                   | 6                                            | 8                                            | 0                                            | 2e AFC Central                                                                         | -- |
| 1972                   | 11                                           | 3                                            | 0                                            | 1er AFC Central                                                                        | Victoire en tour de Division (Raiders d'Oakland) 13–7 Défaite en finale de conférence AFC (Dolphins de Miami) 17-21 |
| 1973                   | 10                                           | 4                                            | 0                                            | 2e AFC Central                                                                         | Défaite en tour de Division (@ Raiders d'Oakland) 14-33 |
| 1974                   | 10                                           | 3                                            | 1                                            | 1er AFC Central                                                                        | Victoire en tour de Division (Bills de Buffalo) 32–14 Victoire en finale de conférence AFC (@ Raiders d'Oakland) 24–13 Victoire au Super Bowl IX (Vikings du Minnesota) 16-6                                                                     |
| 1975                   | 12                                           | 2                                            | 0                                            | 1er AFC Central                                                                        | Victoire en tour de Division (Colts d'Indianapolis) 28–10 Victoire en finale de conférence AFC (Raiders d'Oakland) 16–10 Victoire au Super Bowl X (Cowboys de Dallas) 21-17                                                                      |
| 1976                   | 10                                           | 4                                            | 0                                            | 1er AFC Central                                                                        | Victoire en tour de Division (@ Colts d'Indianapolis) 40–14 Défaite en finale de conférence AFC (@ Raiders d'Oakland) 7-24 |
| 1977                   | 9                                            | 5                                            | 0                                            | 1er AFC Central                                                                        | Défaite en tour de Division (@ Broncos de Denver) 21-34 |
| 1978                   | 14                                           | 2                                            | 0                                            | 1er AFC Central                                                                        | Victoire en tour de Division (Broncos de Denver) 33–10 Victoire en finale de conférence AFC (Oilers de Houston) 34–5 Victoire au Super Bowl XIII (Cowboys de Dallas) 35-31                                                                       |
| 1979                   | 12                                           | 4                                            | 0                                            | 1er AFC Central                                                                        | Victoire en tour de Division (Dolphins de Miami) 34–14 Victoire en finale de conférence AFC (Oilers de Houston) 27–13 Victoire au Super Bowl XIV (Rams de Saint-Louis) 31-19                                                                     |
| 1980                   | 9                                            | 7                                            | 0                                            | 3e AFC Central                                                                         | -- |
| 1981                   | 8                                            | 8                                            | 0                                            | 2e AFC Central                                                                         | -- |
| 1982                   | 6                                            | 3                                            | 0                                            | 4e AFC Conference                                                                      | Défaite en tour de Wild Card (Chargers de San Diego) 28-31 |
| 1983                   | 10                                           | 6                                            | 0                                            | 1er AFC Central                                                                        | Défaite en finale de conférence AFC (@ Raiders d'Oakland) 10-38 |
| 1984                   | 9                                            | 7                                            | 0                                            | 1er AFC Central                                                                        | Victoire en tour de Division (@ Broncos de Denver) 24–17 Défaite en finale de conférence AFC (@ Dolphins de Miami) 27-45 |
| 1985                   | 7                                            | 9                                            | 0                                            | 3e AFC Central                                                                         | -- |
| 1986                   | 6                                            | 10                                           | 0                                            | 3e AFC Central                                                                         | -- |
| 1987                   | 8                                            | 7                                            | 0                                            | 3e AFC Central                                                                         | -- |
| 1988                   | 5                                            | 11                                           | 0                                            | 4e AFC Central                                                                         | -- |
| 1989                   | 9                                            | 7                                            | 0                                            | 3e AFC Central                                                                         | Victoire en tour de Wild Card (@ Oilers de Houston) 26ET23 Défaite en tour de Division (@ Broncos de Denver) 23-24 |
| 1990                   | 9                                            | 7                                            | 0                                            | 3e AFC Central                                                                         | -- |
| 1991                   | 7                                            | 9                                            | 0                                            | 2e AFC Central                                                                         | -- |
| 1992                   | 11                                           | 5                                            | 0                                            | 1er AFC Central                                                                        | Défaite en tour de Division (Bills de Buffalo) 3-24 |
| 1993                   | 9                                            | 7                                            | 0                                            | 2e AFC Central                                                                         | Défaite en tour de wild card (@ Chiefs de Kansas City) 24ET27 |
| 1994                   | 12                                           | 4                                            | 0                                            | 1er AFC Central                                                                        | Victoire en tour de Division (Browns de Cleveland) 29–9 Défaite en finale de conférence AFC (Chargers de San Diego) 13-17 |
| 1995                   | 11                                           | 5                                            | 0                                            | 1er AFC Central                                                                        | Victoire en tour de Division (Bills de Buffalo) 40–21 Victoire en finale de conférence AFC (Colts d'Indianapolis) 20–16 Défaite au Super Bowl XXX (Cowboys de Dallas) 17-27                                                                      |
| 1996                   | 10                                           | 6                                            | 0                                            | 1er AFC Central                                                                        | Victoire en tour de Wild Card (Colts d'Indianapolis) 42–14 Défaite en tour de Division (@ Patriots de la Nouvelle-Angleterre) 3-28 |
| 1997                   | 11                                           | 5                                            | 0                                            | 1er AFC Central                                                                        | Victoire en tour de Division (Patriots de la Nouvelle-Angleterre) 7–6 Défaite en finale de conférence AFC (Broncos de Denver) 21-24 |
| 1998                   | 7                                            | 9                                            | 0                                            | 3e AFC Central                                                                         | -- |
| 1999                   | 6                                            | 10                                           | 0                                            | 4e AFC Central                                                                         | -- |
| 2000                   | 9                                            | 7                                            | 0                                            | 3e AFC Central                                                                         | -- |
| 2001                   | 13                                           | 3                                            | 0                                            | 1er AFC Central                                                                        | Victoire en tour de Division (Ravens de Baltimore) 27–10 Défaite en finale de conférence AFC (Patriots de la Nouvelle-Angleterre) 17-24 |
| 2002                   | 10                                           | 5                                            | 1                                            | 1er AFC North                                                                          | Victoire en tour de Wild Card (Browns de Cleveland) 36–33 Défaite en tour de Division (@ Titans du Tennessee) 3ET34 |
| 2003                   | 6                                            | 10                                           | 0                                            | 3e AFC North                                                                           | -- |
| 2004                   | 15                                           | 1                                            | 0                                            | 1er AFC North                                                                          | Victoire en tour de Division (Jets de New York) 20ET17 Défaite en finale de conférence AFC (Patriots de la Nouvelle-Angleterre) 27-41 |
| 2005                   | 11                                           | 5                                            | 0                                            | 2e AFC North                                                                           | Victoire en tour de Wild Card (@ Bengals de Cincinnati) 31–17 Victoire en tour de Division (@ Colts d'Indianapolis) 21–18 Victoire en finale de conférence AFC (@ Broncos de Denver) 34–17 Victoire au Super Bowl XL (Seahawks de Seattle) 21-10 |
| 2006                   | 8                                            | 8                                            | 0                                            | 3e AFC North                                                                           | -- |
| 2007                   | 10                                           | 6                                            | 0                                            | 1er AFC North                                                                          | Défaite en tour de Wild Card (Jaguars de Jacksonville) 29-31 |
| 2008                   | 12                                           | 4                                            | 0                                            | 1er AFC North                                                                          | Vixtoire en tour de Division (Chargers de San Diego) 35–24 Victoire en finale de conférence AFC (Ravens de Baltimore) 23–14 Victoire au Super Bowl XLIII (Cardinals de l'Arizona) 27-23                                                          |
| 2009                   | 9                                            | 7                                            | 0                                            | 3e AFC North                                                                           | -- |
| 2010                   | 12                                           | 4                                            | 0                                            | 1er AFC North                                                                          | Victoire en tour de Division (Ravens de Baltimore) 31–24 Victoire en finale de conférence AFC (Jets de New York) 24–19 Défaite au Super Bowl XLV (Packers de Green Bay) 25-31                                                                    |
| 2011                   | 12                                           | 4                                            | 0                                            | 2e AFC North                                                                           | Défaite en tour de Wild Card (Broncos de Denver) 23ET29 |
| 2012                   | 8                                            | 8                                            | 0                                            | 3e AFC North                                                                           | -- |
| 2013                   | 8                                            | 8                                            | 0                                            | 2e AFC North                                                                           | -- |
| 2014                   | 11                                           | 5                                            | 0                                            | 1er AFC North                                                                          | Défaite en tour de Wild Card (Ravens de Baltimore) 17-30 |
| 2015                   | 10                                           | 6                                            | 0                                            | 2e AFC North                                                                           | Victoire en tour de Wild Card (@ Bengals de Cincinnati) 18–16 Défaite en tour de Division (@ Broncos de Denver) 16-23 |
| 2016                   | 11                                           | 5                                            | 0                                            | 1er AFC North                                                                          | Victoire en tour de Wild Card (Dolphins de Miami) 30–12 Victoire en tour de Division (@ Chiefs de Kansas City) 18–16 Défaite en finale de conférence AFC (@ Patriots de la Nouvelle-Angleterre) 17-36                                            |
| 2017                   | 13                                           | 3                                            | 0                                            | 1er AFC North                                                                          | Défaite en tour de Division (Jaguars de Jacksonville) 42-45 |
| 2018                   | 9                                            | 6                                            | 1                                            | 2e AFC North                                                                           | -- |
| 2019                   | 8                                            | 8                                            | 0                                            | 2e AFC North                                                                           | -- |
| 2020                   | 12                                           | 4                                            | 0                                            | 1er AFC North                                                                          | Défaite en tour de Wild Card (Browns de Cleveland) 37-48 |
| 2021                   | 9                                            | 7                                            | 1                                            | 2e AFC North                                                                           | Défaite en tour de Wild Card (@ Chiefs de Kansas City) 21-42 |
| 2022                   | 9                                            | 8                                            | 0                                            | 3e AFC North                                                                           | -- |
| 2023                   | 10                                           | 7                                            | 0                                            | 3e AFC North                                                                           | Défaite en tour de Wild Card (@ Bills de Buffalo) 17-31 |
| 2024                   | 10                                           | 7                                            | 0                                            | 2e AFC North                                                                           | Défaite en tour de Wild Card (@ Ravens de Baltimore) 14-28 |
| 2025                   | Ne rien modifier avant la fin de saison 2025 | Ne rien modifier avant la fin de saison 2025 | Ne rien modifier avant la fin de saison 2025 | Ne rien modifier avant la fin de saison 2025                                           | Ne rien modifier avant la fin de saison 2025 |
| Bilan                  | 681                                          | 585                                          | 22                                           | en saison régulière (de 1933 à 2022) - 24 titres de division et 8 titres de conférence | en saison régulière (de 1933 à 2022) - 24 titres de division et 8 titres de conférence |
| Bilan                  | 36                                           | 29                                           | -                                            | en séries éliminatoires (de 1933 à 2022)                                               | en séries éliminatoires (de 1933 à 2022) |
| Bilan                  | 717                                          | 614                                          | 22                                           | Total général (de 1933 à 2022) - 6 Super Bowls                                         | Total général (de 1933 à 2022) - 6 Super Bowls |